# صدای چهارسویه

برچسب ۴ کانالِ صدای چهارسویه

صدای چهارسویه یا چهارآوایی (یا کوادروفونیک و کوادروسونیک)، نوعی سیستم صوتی بسیار مشابه آنچه اکنون نسخه ۴٫۰ صدای فراگیر خوانده می‌شود، است که از چهار کانال استفاده می‌کند که بر اساس آن بلندگوها در چهار گوشه فضای محل شنیدن صدا قرار گرفته و معمولاً هر کدام صدایی مستقل تولید می‌کنند. این روش یکی از نخستین ترفندها برای ایجاد صدای فراگیر بود و در دههٔ ۷۰ میلادی هزاران اثر بر اساس آن ضبط شدند.
این سیستم به دلیل مشکلات فنی بسیار و ناسازگاری با فرمت‌های صوتی روز، به شکستی تجاری بدل شد. سیستم‌های کوادروفونیک بسیار گران‌تر از سیستم دو کاناله استریو معمول در آن زمان بودند. بازنواخت صدا نیز به بلندگوهای بیشتر و رمزگشاها و آمپلی فایرهای مخصوص نیاز داشت.